# Ángel Di María
Ángel Fabian Di Maria (n. 14 februarie 1988, Rosario, Provincia Santa Fe, Argentina) este un fotbalist argentinian și italian, care joacă pe post de mijlocaș lateral la Rosario în Primera División Argentina. Pe plan internațional, are prezențe la națională pentru Argentina U20⁠(d), Argentina U23⁠(d) și Argentina.
După ce a început cariera la Rosario Central, în 2007 Di Maria a venit în Europa la clubul portughez SL Benfica. După trei sezoane petrecute în Portugalia s-a transferat la Real Madrid pentru 25 de milioane €. În 2014 s-a transferat de la Real Madrid la Manchester United contra sumei de £59,7 milioane, fiind un record pentru Real și al cincilea cel mai scump transfer din toate timpurile.
A debutat pentru Argentina în 2008, an în care a marcat golul cu care naționala sa a câștigat Jocurile Olimpice din 2008, și a reprezentat, de asemenea, țara la Cupa Mondială în 2010, Copa America în 2011 și Cupa Mondială 2014.

## Statistici carieră

### Club
La 17 mai 2025.
| Club                | Sezon         | Campionat                     | Campionat | Campionat | Cupă    | Cupă   | Cupa Ligii | Cupa Ligii | Continental | Continental | Altele  | Altele | Total   | Total  |
| Club                | Sezon         | Divizie                       | Meciuri   | Goluri    | Meciuri | Goluri | Meciuri    | Goluri     | Meciuri     | Goluri      | Meciuri | Goluri | Meciuri | Goluri |
| ------------------- | ------------- | ----------------------------- | --------- | --------- | ------- | ------ | ---------- | ---------- | ----------- | ----------- | ------- | ------ | ------- | ------ |
| Rosario Central     | 2005–06       | Primera División de Argentina | 10        | 0         | 0       | 0      | —          | —          | 4           | 0           | 0       | 0      | 14      | 0      |
| Rosario Central     | 2006–07       | Primera División de Argentina | 25        | 6         | 0       | 0      | —          | —          | 0           | 0           | 0       | 0      | 25      | 6      |
| Rosario Central     | Total         | Total                         | 35        | 6         | 0       | 0      | —          | —          | 4           | 0           | 0       | 0      | 39      | 6      |
| Benfica             | 2007–08       | Primeira Liga                 | 26        | 0         | 5       | 0      | 3          | 0          | 10          | 1           | 0       | 0      | 44      | 1      |
| Benfica             | 2008–09       | Primeira Liga                 | 24        | 2         | 1       | 0      | 5          | 1          | 5           | 1           | 0       | 0      | 35      | 4      |
| Benfica             | 2009–10       | Primeira Liga                 | 26        | 5         | 1       | 0      | 4          | 1          | 14          | 4           | 0       | 0      | 45      | 10     |
| Benfica             | Total         | Total                         | 76        | 7         | 7       | 0      | 12         | 2          | 29          | 6           | 0       | 0      | 124     | 15     |
| Real Madrid         | 2010–11       | La Liga                       | 35        | 6         | 8       | 0      | —          | —          | 10          | 3           | 0       | 0      | 53      | 9      |
| Real Madrid         | 2011–12       | La Liga                       | 23        | 5         | 2       | 0      | —          | —          | 7           | 2           | 0       | 0      | 32      | 7      |
| Real Madrid         | 2012–13       | La Liga                       | 32        | 7         | 9       | 2      | —          | —          | 11          | 0           | 0       | 0      | 52      | 9      |
| Real Madrid         | 2013–14       | La Liga                       | 34        | 4         | 7       | 4      | —          | —          | 11          | 3           | 0       | 0      | 52      | 11     |
| Real Madrid         | 2014–15       | La Liga                       | 0         | 0         | 0       | 0      | —          | —          | 0           | 0           | 1       | 0      | 1       | 0      |
| Real Madrid         | Total         | Total                         | 124       | 22        | 26      | 6      | —          | —          | 39          | 8           | 1       | 0      | 190     | 36     |
| Manchester United   | 2014–15       | Premier League                | 27        | 3         | 5       | 1      | 0          | 0          | —           | —           | 0       | 0      | 32      | 4      |
| Paris Saint-Germain | 2015–16       | Ligue 1                       | 29        | 10        | 4       | 0      | 4          | 2          | 10          | 3           | 0       | 0      | 47      | 15     |
| Paris Saint-Germain | 2016–17       | Ligue 1                       | 29        | 6         | 3       | 1      | 3          | 3          | 7           | 4           | 1       | 0      | 43      | 14     |
| Paris Saint-Germain | 2017–18       | Ligue 1                       | 30        | 11        | 6       | 7      | 4          | 2          | 5           | 1           | 0       | 0      | 45      | 21     |
| Paris Saint-Germain | 2018–19       | Ligue 1                       | 30        | 12        | 4       | 3      | 2          | 0          | 8           | 2           | 1       | 2      | 45      | 19     |
| Paris Saint-Germain | 2019–20       | Ligue 1                       | 26        | 8         | 2       | 0      | 3          | 1          | 9           | 3           | 1       | 1      | 41      | 13     |
| Paris Saint-Germain | 2020–21       | Ligue 1                       | 27        | 4         | 5       | 0      | —          | —          | 10          | 1           | 1       | 0      | 43      | 5      |
| Paris Saint-Germain | 2021–22       | Ligue 1                       | 26        | 5         | 0       | 0      | —          | —          | 5           | 0           | 0       | 0      | 31      | 5      |
| Paris Saint-Germain | Total         | Total                         | 197       | 56        | 24      | 11     | 16         | 8          | 54          | 14          | 4       | 3      | 295     | 92     |
| Juventus            | 2022–23       | Serie A                       | 26        | 4         | 4       | 0      | —          | —          | 10          | 4           | —       | —      | 40      | 8      |
| Benfica             | 2023–24       | Primeira Liga                 | 28        | 9         | 5       | 0      | 3          | 2          | 11          | 5           | 1       | 1      | 48      | 17     |
| Benfica             | 2024–25       | Primeira Liga                 | 25        | 8         | 2       | 3      | 3          | 3          | 9           | 1           | 0       | 0      | 39      | 15     |
| Benfica             | Total         | Total                         | 53        | 17        | 7       | 3      | 6          | 5          | 20          | 6           | 1       | 1      | 87      | 32     |
| Benfica             | Benfica total | Benfica total                 | 129       | 24        | 14      | 3      | 18         | 7          | 50          | 12          | 1       | 1      | 212     | 47     |
| Career total        | Career total  | Career total                  | 538       | 115       | 69      | 20     | 34         | 15         | 157         | 38          | 10      | 5      | 808     | 193    |

1Include Supercopa de España.
1. 
2. 
3. 
4. 
5. 
6. 

### Internațional
| Naționala | An    | Selecții | Goluri |
| --------- | ----- | -------- | ------ |
| Argentina | 2008  | 1        | 0      |
| Argentina | 2009  | 5        | 0      |
| Argentina | 2010  | 11       | 2      |
| Argentina | 2011  | 10       | 3      |
| Argentina | 2012  | 8        | 3      |
| Argentina | 2013  | 9        | 1      |
| Argentina | 2014  | 13       | 2      |
| Argentina | 2015  | 13       | 4      |
| Argentina | 2016  | 12       | 3      |
| Argentina | 2017  | 10       | 1      |
| Argentina | 2018  | 5        | 1      |
| Argentina | 2019  | 5        | 0      |
| Argentina | 2020  | 2        | 0      |
| Argentina | 2021  | 14       | 2      |
| Argentina | 2022  | 11       | 6      |
| Argentina | 2023  | 7        | 1      |
| Argentina | 2024  | 9        | 2      |
| Total     | Total | 145      | 31     |

## Goluri internaționale
| #   | Dată               | Stadion                                                         | Adversar              | Scor | Rezultat            | Competiție                                             |
| --- | ------------------ | --------------------------------------------------------------- | --------------------- | ---- | ------------------- | ------------------------------------------------------ |
| 1.  | 24 mai 2010        | El Monumental, Buenos Aires, Argentina                          | Canada                | 3–0  | 5–0                 | Meci amical                                            |
| 2.  | 11 august 2010     | Aviva Stadium, Dublin, Irlanda                                  | Republica Irlanda     | 1–0  | 1–0                 | Meci amical                                            |
| 3.  | 9 februarie 2011   | Stade de Genève, Geneva, Elveția                                | Portugalia            | 1–0  | 2–1                 | Meci amical                                            |
| 4.  | 11 iulie 2011      | Estadio Mario Alberto Kempes, Córdoba, Argentina                | Costa Rica            | 3–0  | 3–0                 | Copa América 2011                                      |
| 5.  | 6 septembrie 2011  | Stadionul Bangabandhu, Dhaka, Bangladesh                        | Nigeria               | 2–0  | 3–1                 | Meci amical                                            |
| 6.  | 3 iunie 2012       | El Monumental, Buenos Aires, Argentina                          | Ecuador               | 4–0  | 4–0                 | Calificările pentru Campionatul Mondial de Fotbal 2014 |
| 7.  | 15 august 2012     | Commerzbank-Arena, Frankfurt, Germania                          | Germania              | 3–0  | 3–1                 | Meci amical                                            |
| 8.  | 7 septembrie 2012  | Estadio Mario Alberto Kempes, Córdoba, Argentina                | Paraguay              | 1–0  | 3–1                 | Calificările pentru Campionatul Mondial de Fotbal 2014 |
| 9   | 10 septembrie 2013 | Estadio Defensores del Chaco, Asunción, Paraguay                | Paraguay              | 1–0  | 5–2                 | Calificările pentru Campionatul Mondial de Fotbal 2014 |
| 10. | 1 iulie 2014       | Arena Corinthians, São Paulo, Brazilia                          | Elveția               | 1–0  | 1–0                 | Campionatul Mondial de Fotbal 2014                     |
| 11  | 3 septembrie 2014  | Esprit Arena, Düsseldorf, Germania                              | Germania              | 4–0  | 4–2                 | Meci amical                                            |
| 12  | 6 iunie 2015       | Estadio San Juan del Bicentenario, San Juan, Argentina          | Bolivia               | 1–0  | 5–0                 | Meci amical                                            |
| 13  | 6 iunie 2015       | Estadio San Juan del Bicentenario, San Juan, Argentina          | Bolivia               | 5–0  | 5–0                 | Meci amical                                            |
| 14  | 30 iunie 2015      | Estadio Municipal de Concepción, Concepción, Chile              | Paraguay              | 3–1  | 6–1                 | Copa América 2015                                      |
| 15  | 30 iunie 2015      | Estadio Municipal de Concepción, Concepción, Chile              | Paraguay              | 4–1  | 6–1                 | Copa América 2015                                      |
| 16  | 24 martie 2016     | Estadio Nacional Julio Martínez Prádanos, Santiago, Chile       | Chile                 | 1–1  | 2–1                 | Calificările pentru Campionatul Mondial de Fotbal 2018 |
| 17  | 6 iunie 2016       | Levi's Stadium, Santa Clara, Statele Unite                      | Chile                 | 1–0  | 2–1                 | Copa América Centenario                                |
| 18  | 15 noiembrie 2016  | Estadio San Juan del Bicentenario, San Juan, Argentina          | Columbia              | 3–0  | 3–0                 | Calificările pentru Campionatul Mondial de Fotbal 2018 |
| 19  | 13 iunie 2017      | National Stadium, Kallang, Singapore                            | Singapore             | 6–0  | 6–0                 | Meci amical                                            |
| 20  | 30 iunie 2018      | Arena Kazan, Kazan, Rusia                                       | Franța                | 1–1  | 3–4                 | Campionatul Mondial de Fotbal 2018                     |
| 21  | 10 iulie 2021      | Estádio do Maracanã, Rio de Janeiro, Brazilia                   | Brazilia              | 1–0  | 1–0                 | Copa América 2021                                      |
| 22  | 12 noiembrie 2021  | Estadio Campeón del Siglo, Montevideo, Uruguay                  | Uruguay               | 1–0  | 1–0                 | Calificările pentru Campionatul Mondial de Fotbal 2022 |
| 23  | 27 ianuarie 2022   | Estadio Zorros del Desierto, Calama, Chile                      | Chile                 | 1–0  | 2–1                 | Calificările pentru Campionatul Mondial de Fotbal 2022 |
| 24  | 25 martie 2022     | La Bombonera, Buenos Aires, Argentina                           | Venezuela             | 2–0  | 3–0                 | Calificările pentru Campionatul Mondial de Fotbal 2022 |
| 25  | 1 iunie 2022       | Stadionul Wembley, Londra, Anglia                               | Italia                | 2–0  | 3–0                 | Finalissima 2022                                       |
| 26  | 16 noiembrie 2022  | Stadionul Mohammed bin Zayed, Abu Dhabi, Emiratele Arabe Unite  | Emiratele Arabe Unite | 2–0  | 5–0                 | Meci amical                                            |
| 27  | 16 noiembrie 2022  | Stadionul Mohammed bin Zayed, Abu Dhabi, Emiratele Arabe Unite  | Emiratele Arabe Unite | 3–0  | 5–0                 | Meci amical                                            |
| 28  | 18 decembrie 2022  | Lusail Iconic Stadium, Lusail, Qatar                            | Franța                | 2–0  | 3–3 d.p. 4–2 d.l.d. | Campionatul Mondial de Fotbal 2022                     |
| 29  | 28 martie 2023     | Estadio Único Madre de Ciudades, Santiago del Estero, Argentina | Curaçao               | 6–0  | 7–0                 | Meci amical                                            |
| 30  | 26 martie 2024     | Los Angeles Memorial Coliseum, Los Angeles, Statele Unite       | Costa Rica            | 1–1  | 3–1                 | Meci amical                                            |
| 31  | 9 iunie 2024       | Soldier Field, Chicago, Statele Unite                           | Ecuador               | 1–0  | 1–0                 | Meci amical                                            |

## Palmares

### Club
Benfica
- Primeira Liga (1): 2009–10
- Cupa Ligii Portugaliei (2): 2008–09, 2009–10

Real Madrid
- La Liga (1): 2011–12
- Copa del Rey (2): 2010–11, 2013–14

Finalist (1): 2012–13
- Supercupa Spaniei (1): 2012

Finalist (1): 2011
- Liga Campionilor UEFA (1): 2013–2014
- Supercupa Europei (1): 2014

### Națională
Argentina
- Campionatul Mondial U20 (1): 2007
- Jocurile Olimpice de vară (1): 2008